# Beyond the Wall
«Beyond the Wall» es el sexto y penúltimo episodio de la séptima temporada de la serie de fantasía medieval de HBO Game of Thrones. Fue escrito por los creadores de la serie David Benioff y D. B. Weiss y dirigido por Alan Taylor.
El título del episodio hace referencia al lugar donde transcurrió la mayor parte del capítulo. "Más allá del Muro" recibió elogios de la crítica, que enumeraron la escala épica y los efectos especiales en la batalla entre los Caminantes Blancos y los dragones, las interacciones entre los integrantes del grupo y Jon jurando fidelidad a Daenerys como puntos destacados del episodio. En Estados Unidos, alcanzó una audiencia de 10.24 millones de espectadores en su primera emisión.
El episodio marcó la última aparición de Joseph Mawle y Paul Kaye.

## Argumento

### En Invernalia
Arya se enfrenta a Sansa sobre la carta que ella escribió a favor de Joffrey y los Lannister. Sansa explica que ella era una niña y estaba amenazada por Cersei, pero Arya rechaza su razonamiento. Discuten sobre cómo ninguna de ellas salvó a Ned, y Arya acusa a Sansa de preocuparse principalmente porque perderá la cabeza si los señores del Norte se enteran de esa carta. Sansa confía en Meñique, quien sugiere que Brienne, que había jurado lealtad a ambas hermanas, intervendría si Arya actuaba contra ella. Sin embargo, cuando Cersei invita a Sansa a Desembarco del Rey para una reunión, ella envía a Brienne como su representante, a pesar de las protestas de Brienne y el deseo de protegerla de Meñique. Sansa busca en la habitación de Arya y encuentra las caras. Arya descubre a Sansa y explica su entrenamiento con  los hombres sin rostro. Arya dice que podría tomar la cara de Sansa, aparentemente amenazándola con daga de acero de valyrio antes de dejarla con ella.

### En Rocadragón
Tyrion Lannister sospecha que Cersei le tenderá una trampa cuando se reúnan con ella. Se pregunta cómo Daenerys, que se cree infértil, puede establecer un legado que la sobrevivirá. Ella se niega a discutir sobre la sucesión del Trono de Hierro sin antes haberlo obtenido. Tyrion afirma que Jon es el último hombre "heroico" que se enamoró de Daenerys.

### Más allá del Muro
Jon, Sandor, Jorah, Beric, Thoros y Gendry viajan más allá del Muro con Tormund y otros cinco salvajes. Tienen varias conversaciones personales y filosóficas. Jeor le había dado a Jon la espada de su familia, Garra; Jon se la ofrece a Jorah, pero Jorah insiste en que Jon la conservara. Un oso polar no-muerto ataca al grupo, matando a un salvaje; Thoros se salva y ayuda al Perro a matar al oso. Las heridas de Thoros son cauterizadas y continúan el viaje. Jon y los demás emboscan y atacan a un grupo de Caminantes Blancos. Jon al matar a uno, destruye a todos los demás excepto a uno. Capturan al último caminante, todavía animado. Una horda de Caminantes Blancos se aproxima; envían a Gendry solo a Guardaoriente para enviar un cuervo a Daenerys, mientras que los otros están atrapados en una pequeña roca, separada de los caminantes por el piso de hielo roto. El Rey de la Noche y otros caminantes observan desde lo alto. Thoros muere debido a sus heridas y los demás lo incineran.
Gendry se desmaya por agotamiento en Guardaoriente; Davos lo salva y envía un cuervo a Rocadragón. Daenerys vuela sobre Drogon con Rhaegal y Viserion, una vez recibido el cuervo y rechazando el consejo de Tyrion de "no hacer nada".
Los caminantes atacan el grupo de Jon cuando el suelo se vuelve a congelar, matando a otro salvaje y casi invadiendo la roca. Daenerys llega y los dragones comienzan a quemar a muchos espectros. El grupo comienza a subirse a Drogon, pero los caminantes continúan con su ataque; usando una jabalina de hielo, el Rey de la Noche mata a Viserion. Jon queda en el suelo para cubrir la partida del grupo, pero Daenerys, Drogon, el grupo y Rhaegal se van cuando Jon es empujado contra el suelo de hielo. Jon se hunde en el agua y es salvado por Benjen Stark, quien le entrega su caballo a Jon. Benjen muere a mano de los Caminantes Blancos mientras Jon escapa a Guardaoriente.
Jon se recupera a bordo de un barco. Se disculpa con Daenerys por la muerte de Viserion; ella acepta con lágrimas la pérdida como el costo de que ella supiera la verdad, y se compromete a luchar contra el Rey de la Noche con Jon. Él la llama "mi Reina" y cree que los señores del Norte aceptarán su liderazgo. Daenerys, incómoda por el cuerpo desnudo de Jon, abandona la habitación.
Más allá del Muro, el Rey de la Noche reanima a Viserion.

## Producción
"Más allá del Muro" fue escrito por los creadores de la serie, David Benioff y D. B. Weiss. En el artículo "Inside the Episode" publicado por HBO después de la emisión del episodio, David Benioff indicó que la muerte del dragón Viserion era algo en lo que él y los escritores habían estado trabajando durante mucho tiempo, y agregó: "todo el camino de alguna manera, el programa ha estado tratando de trazar todos los puntos finales del episodio, y con este, fue el dragón abriendo su ojo azul, y dándose cuenta de que el Rey de la Noche finalmente ha conseguido su propia arma de destrucción masiva". Weiss también declaró que la parte más divertida de escribir la secuencia era hacer que pareciera que todos los "chicos buenos" iban a "salir del otro lado más o menos exóticos", y supieron que posteriormente matar al dragón tendría "un tremendo impacto emocional", debido a su importancia para Daenerys. Continuó diciendo que sabían que sería importante para el Rey de la Noche aprovechar la oportunidad de matar a un dragón, y que pretendían que la escena fuera un "doble puñetazo" al hacer que el espectador fuera testigo del horror involucrado en ver a "uno de esos tres seres asombrosos ir bajo el agua y no volver a subir, y procesar eso", pero también "procesar algo que es aún peor", al sacar el dragón del agua y convirtiéndose en parte del ejército de la noche.
Con respecto a la inclusión del ataque del oso polar, Benioff y Weiss declararon que habían querido tener un oso polar espectro durante "unas cuatro temporadas", pero nunca llegaron a la pantalla debido a la oposición del equipo de efectos especiales. Weiss recordó que se les dijo que no podían pagar el efecto especial, pero sentían que tenía "el sentido perfecto de que pudieras tener una de estas cosas ahí afuera, y realmente pusimos nuestros cuatro pies hacia abajo y dijimos maldita sea, queremos un zombie oso polar", y así lo escribió en el episodio.
Weiss también habló sobre la secuencia final de Invernalia, diciendo que una vez que Sansa encuentra la colección de rostros de Arya y se enfrenta a ella, Sansa tenía la intención de comenzar a ver a Arya como "un peligro físico real para ella", y que querían traducir ese miedo al episodio posterior, "El dragón y el lobo".

## Recepción

### Audiencia
"Más allá del Muro" fue visto por 10.24 millones de espectadores en su primera emisión en HBO, que fue ligeramente inferior al capítulo de la semana anterior.

### Crítica
El episodio recibió críticas mixtas de los críticos. La escala épica y los efectos especiales de la batalla entre los Caminantes Blancos y los dragones fueron altamente elogiados, aunque muchos críticos desafiaron al episodio por "falta de lógica". Ha recibido una calificación del 81% en Rotten Tomatoes con promedio de 8.3/10. El consenso del sitio dice: "'Más allá del Muro' presentó las batallas épicas y los giros de trama que se esperan del penúltimo episodio de una temporada de Game of Thrones, aunque a veces en formas que desafían la lógica".
Muchas críticas fueron más negativas. Terri Schwartz de IGN escribió en su reseña: "Game of Thrones desde hace mucho tiempo establece el precedente de que sus penúltimos episodios de las temporadas serían los más grandes en términos de escala, y a menudo, pérdidas, en todo, desde 'Baelor' hasta 'Las lluvias de Castamere'. De esa manera, 'Más allá del Muro' no fue diferente, ya que posiblemente contó con la mayor pérdida que la serie ha enfrentado hasta la fecha: un dragón asesinado por el Rey de la Noche, y aún peor, resucitado por él". Sin embargo, Schwartz también criticó el episodio diciendo que sufrió "más que cualquier otro episodio hasta la fecha de la narración apresurada y truncada en la séptima temporada". Le dio al capítulo un 6.9/10.